# Antonio Alcalá Galiano

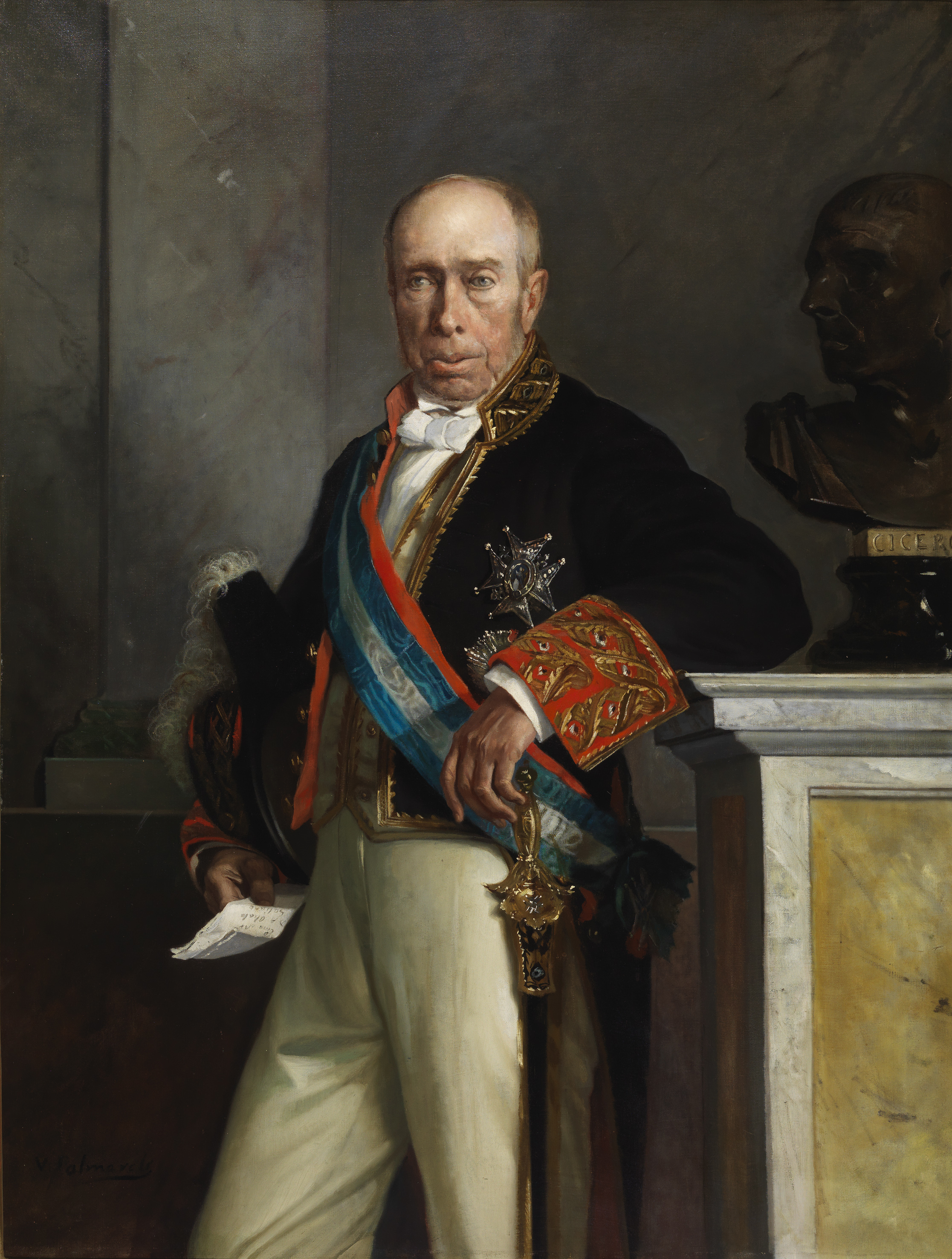
Antonio Alcalá Galiano.

Antonio Alcalá Galiano y Fernández de Villavicencio, född den 22 juli 1789 i Cádiz, död den 11 april 1865 i Madrid, var en spansk statsman, son till sjöofficeren Dionisio Alcalá Galiano, morbror till författaren Juan Valera y Alcalá-Galiano. 
Galiano var 1813-14 legationssekreterare i Stockholm. Han deltog ivrigt i revolutionen 1820 och måste 1823 efter Cádiz kapitulation gå i landsflykt samt uppehöll sig sedan som publicist och språklärare i England och Frankrike, tills han 1834 efter Ferdinand VII:s död vågade återvända till Spanien. 
Åren 1835-36 var han medlem av Mendizábals liberala ministär och deltog ivrigt i de följande årens våldsamma politiska strider. Under sina senare år användes han i diplomatiska värv och inträdde som en av de moderatas ledare 1864 i Narváez ministär, men dog plötsligt året dårpå. Galiano skildrade själv sitt växlingsrika liv i Memorias (1886).